# 608년

## 연호
- 수(隋) 대업(大業) 4년
- 신라(新羅) 건복(建福) 25년

## 기년
- 수(隋) 양제(煬帝) 4년
- 신라(新羅) 진평왕(眞平王) 30년
- 고구려(高句麗) 영양왕(嬰陽王) 19년
- 백제(百濟) 무왕(武王) 9년

## 사건
- 9월 15일 - 교황 보니파시오 4세, 67대 로마 교황으로 취임.